# 日本危険物倉庫協会
日本危険物倉庫協会（にほんきけんぶつそうこきょうかい、英文名称Japan Dangerous Goods Warehouse Association）は、危険物や毒劇物などを貯蔵する倉庫業界による業界団体。1998年に設立。

## 概要
- 事務局所在地 - 〒108-6310 東京都港区三田3-5-27 住友不動産三田ツインビル西館10階
- 会長 - 瀬戸口仁三郎（株式会社築港代表取締役）
- 会員 - 倉庫事業者26社及び社団法人日本海事検定協会、新日本検定協会
- 活動内容 - 安全・環境に関する取り組み、欧米の関係法規と国内法規の整合性に関する調査研究、法令や保管基準・危険物表示などに関する調査研究、資材等の共同購入など
- 設立目的-危険物の安全で信頼出来る物流の提供